# Le Mesnil-Eudes
Le Mesnil-Eudes és un municipi francès situat al departament de Calvados i a la regió de Normandia. L'any 2007 tenia 327 habitants.

## Demografia

### Població
El 2007 la població de fet de Le Mesnil-Eudes era de 327 persones. Hi havia 116 famílies de les quals 17 eren unipersonals (13 homes vivint sols i 4 dones vivint soles), 39 parelles sense fills, 47 parelles amb fills i 13 famílies monoparentals amb fills.
La població ha evolucionat segons el següent gràfic:
Habitants censats

### Habitatges
El 2007 hi havia 142 habitatges, 118 eren l'habitatge principal de la família, 10 eren segones residències i 14 estaven desocupats. 141 eren cases i 1 era un apartament. Dels 118 habitatges principals, 99 estaven ocupats pels seus propietaris, 17 estaven llogats i ocupats pels llogaters i 2 estaven cedits a títol gratuït; 2 tenien una cambra, 1 en tenia dues, 14 en tenien tres, 25 en tenien quatre i 76 en tenien cinc o més. 109 habitatges disposaven pel capbaix d'una plaça de pàrquing. A 42 habitatges hi havia un automòbil i a 76 n'hi havia dos o més.

### Piràmide de població
La piràmide de població per edats i sexe el 2009 era:
| Homes | Edats   | Dones |
| ----- | ------- | ----- |
| 0     | 95 o +  | 0     |
| 0     | 90 a 94 | 0     |
| 0     | 85 a 89 | 0     |
| 0     | 80 a 84 | 0     |
| 0     | 75 a 79 | 0     |
| 0     | 70 a 74 | 0     |
| 12    | 65 a 69 | 4     |
| 8     | 60 a 64 | 12    |
| 4     | 55 a 59 | 0     |
| 8     | 50 a 54 | 12    |
| 16    | 45 a 49 | 12    |
| 12    | 40 a 44 | 8     |
| 8     | 35 a 39 | 4     |
| 24    | 30 a 34 | 16    |
| 4     | 25 a 29 | 8     |
| 4     | 20 a 24 | 4     |
| 4     | 15 a 19 | 16    |
| 24    | 10 a 14 | 8     |
| 16    | 5 a 9   | 12    |
| 12    | 0 a 4   | 12    |

## Economia
El 2007 la població en edat de treballar era de 228 persones, 164 eren actives i 64 eren inactives. De les 164 persones actives 143 estaven ocupades (80 homes i 63 dones) i 22 estaven aturades (13 homes i 9 dones). De les 64 persones inactives 31 estaven jubilades, 23 estaven estudiant i 10 estaven classificades com a «altres inactius».

### Ingressos
El 2009 a Le Mesnil-Eudes hi havia 109 unitats fiscals que integraven 304 persones, la mediana anual d'ingressos fiscals per persona era de 16.770 €.

### Activitats econòmiques
Dels 14 establiments que hi havia el 2007, 5 eren d'empreses de construcció, 3 d'empreses de comerç i reparació d'automòbils, 1 d'una empresa d'hostatgeria i restauració, 1 d'una empresa financera, 2 d'empreses de serveis, 1 d'una entitat de l'administració pública i 1 d'una empresa classificada com a «altres activitats de serveis».
Dels 4 establiments de servei als particulars que hi havia el 2009, 1 era un guixaire pintor i 3 lampisteries.
L'any 2000 a Le Mesnil-Eudes hi havia 16 explotacions agrícoles que ocupaven un total de 504 hectàrees.

## Poblacions més properes
El següent diagrama mostra les poblacions més properes.